# 716

## Esdeveniments
- Teodosi III es proclama emperador romà d'Orient
- Mussa ibn Nussayr arriba a Astúries

## Necrològiques
- 13 de juliol, Chang'an (Xina): Emperador Ruizong de Tang (xinès:唐 睿宗)va regnar com a emperador de la Dinastia Tang en dues etapes, com a cinquè emperador (684 a 690) i com a novè (710 a 712) (n. 662).[1]